# Tottleben
Tottleben ist eine Gemeinde im Unstrut-Hainich-Kreis in Thüringen. Sie gehört der Verwaltungsgemeinschaft Bad Tennstedt mit Sitz in der Stadt Bad Tennstedt an.

## Ortsname
Albert Heintze gibt in seinem 1903 erschienenen Buch „Die deutschen Familiennamen: geschichtlich, geographisch, sprachlich“ Tottleben als Beispiel für einen Ortsnamen, in dem die Endung -leben sich vom gotischen Wort für „Hinterlassenschaft, Erbteil“ ableiten lässt (got. laiba, ahd. leiba, altsächs. lev, nach 1100 auch in der Mehrheitsform, mit zahlreichen modernen Ortsnamen aus Thüringen, dem nördlichen Schleswig und südlichen Jütland, die auf -leben und -lev enden).
Als erster Teil des Ortsnamens steht, wie üblich bei solchen, die in -leben enden, ein Personenname, in diesem Fall ein Dōdo, Tōto, oder Tuoto. Es gibt keine eindeutige Erklärung dieses Namens, man weist aber auf althochdeutsch toto 'Pate' und tota 'Patin' hin, oder aber auf dodân 'Brustwarze, Zitze', das bei Rufnamen im Sinne von 'Säugling' erscheint.
Aus den zwei Teilen etgibt sich hiermit für Tottleben die Bedeutung "Besitz, Eigentum, Hinterlassenschaft des Toto".
Es wäre noch zu erwähnen, dass Heintze zwar keinen direkten Hinweis auf den Ursprung des ersten Teils des Ortsnamens Tottleben gibt, jedoch das Wort Thiud (got. thiuda, ahd. diot, mhd. diet „Volk“) auflistet, das als Anfangsteil von Namen auftritt (Thiud-) und durch Kürzung Formen wie Dodt — Thode — Tohte und Todt — Thute — Dudde — Thutt ergibt.

## Geografie
Die Gemeinde Tottleben liegt 7,11 Straßen-km vom Westrand Bad Tennstedts entfernt auf einer Höhe von 210–315 Metern. Durch den Ort führt die L 2127, die ihn mit dem Nachbarort Großurleben im Südosten und mit Kirchheilingen im Nordwesten verbindet. Der Dorfbach schlängelt sich, aus Kirchheilingen kommend, nach Südosten durch die Ortslage und mündet nach 500 m von links in den Singerbach, der nach Großurleben fließt.

## Geschichte
Erstmals 988 wurde die Gemeinde urkundlich erwähnt. Der Ort gehörte bis 1815 zum kursächsischen Amt Langensalza und nach seiner Abtretung an Preußen von 1816 bis 1944 zum Landkreis Langensalza in der Provinz Sachsen.
1913 wurde die private Langensalzaer Kleinbahn von Haussömmern nach Langensalza über Tottleben gebaut. Diese wurde 1967 von Haussömmern bis Kirchheilingen und 1969 ganz abgebaut. Eine alte Diesellokomotive erinnert an diese Bahnlinie.
Aus dem Ort stammte das sächsisch-thüringische Freiherrengeschlecht von Tottleben, dessen berühmtester Sohn der General Gottlob Curt Heinrich von Tottleben (1715–1773) in sächsischen und russischen Diensten war.

## Politik

### Gemeinderat
Der Gemeinderat von Tottleben besteht aus sechs Gemeinderatsmitgliedern, die alle der „FWG Feuerwehr“ angehören
(Stand: Kommunalwahl am 26. Mai 2019).

### Bürgermeister
Der ehrenamtliche Bürgermeister ist seit 2022 Jens Scheidig. Zuvor war seit 1994 Steffen Mörstedt im Amt.

## Kultur und Sehenswürdigkeiten

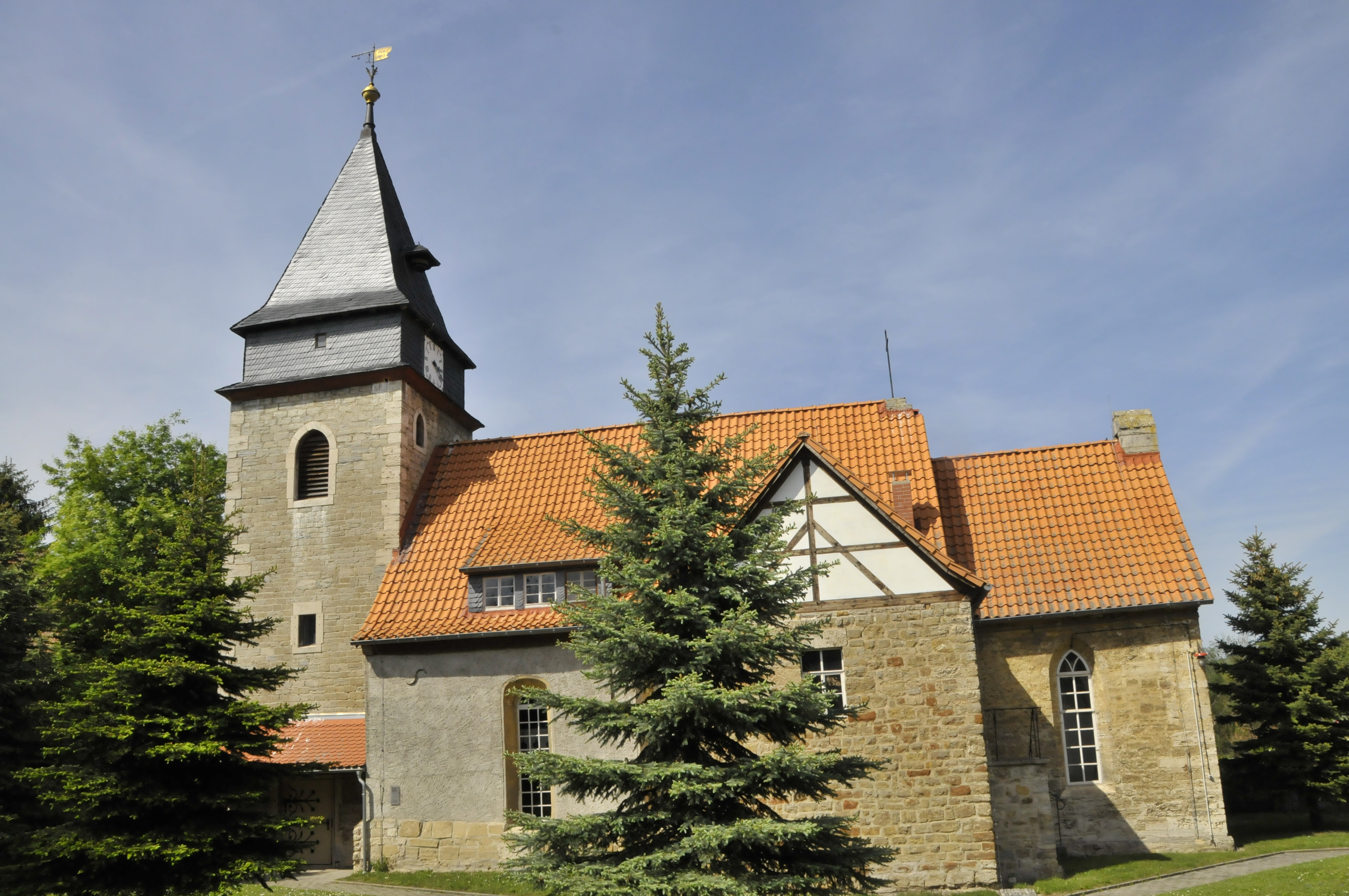
Dorfkirche St. Anna

Die markanteste Sehenswürdigkeit des Ortes ist die Dorfkirche St. Anna. Die Kirchgemeinde gehört zur Pfarrstelle Kirchheilingen im Evangelischen Kirchenkreis Mühlhausen.

## Persönlichkeiten
Gottlob Curt Heinrich von Tottleben (1715–1773), sächsischer Abenteurer und russischer General